# آگوم دوم
آگوم دوم (ناموَر به کاک ریمه یا آگوم بزرگ) حاکم کاسی‌ها بود و به هشتمین یا به احتمال زیاد نهمین پادشاه از سلسله سومِ بابل زمانی پس از اینکه این دولت شهر بوسیلهٔ مورسیلیس یکم پادشاه هیتی‌ها در ۱۵۳۱ پ.م. شکست خورده و سرنگون شد، به پادشاهی رسید. آگوم دوم پادشاه کاسی در بابل خود را پادشاه چهار کشور خواند. وی پادشاه کاسی و بابل در قرن ۱۵ پیش از میلاد بود.

## کاسی‌ها
کاسی‌ها با سی و شش پادشاه در مدتِ ۵۷۶ سال و ۹ ماه، طولانی‌ترین سلسلهٔ پادشاهی در بابل بوده‌اند. پایان سلسلهٔ مربوط به سال ۱۱۵۵ پیش از میلاد است. تاریخ آغاز سلسلهٔ کاسی‌ها احتمالاً به سدهٔ هجدهم پیش از میلاد می‌رسد؛ یعنی زمانی که حاکمانِ سلسلهٔ حمورابی هنوز کنترل بابل را در دست داشته‌اند.

### خلاصه سنگ نبشته
آگوم خویشتن را: خلف نورانی خداوند شوکامونا و پادشاه کاسیان و پادشاه بابل که آشنوناک را با عدهٔ کثیری آدمیان مسکون ساخته و پادشاه پادان و حلوان و پادشاه گوتیان بی‌خرد و دیگران می‌خواند.
او می‌گوید که مجسمه‌های خدایان را که هیتی‌ها پس از تاراج بابل با خود برده بودند از حانا (کو حانی) و فرات وسطا، به بابل بازگرداند. بدین قرار آگوم دوم در نقش وارث و جانشین شاهان بابل ظاهر می‌شود. وی تا زمانی که شاهان حمورابی در بابل حکومت می‌کردند، قادر نبود آن شهر را اشغال کند، ولی چون پسر اورشی گوروماش بود نمی‌توانیم دوران سلطنت او را متأخرتر از آغاز قرن شانزدهم پیش از میلاد بدانیم.

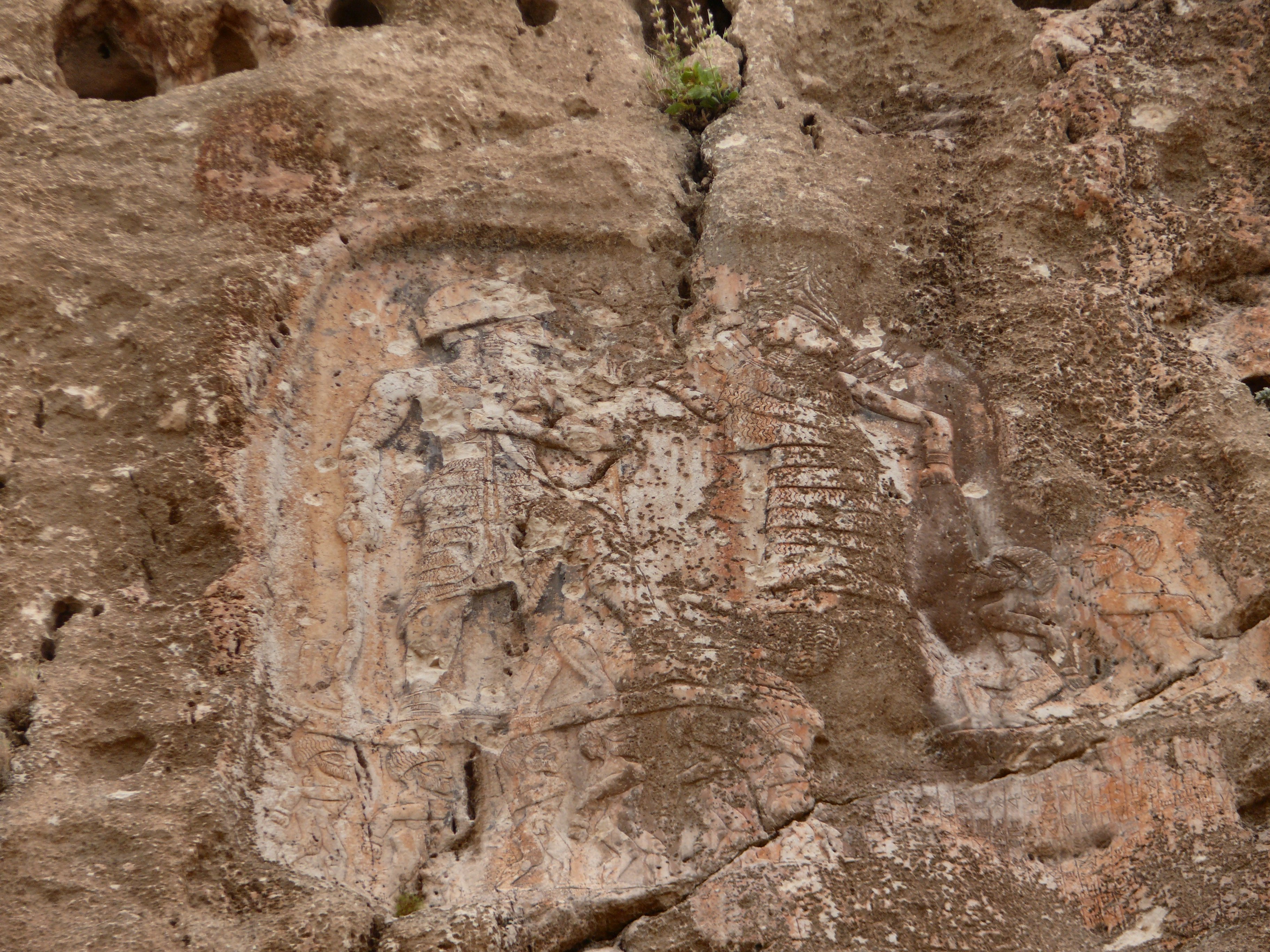
نقش‌برجسته آنوبانی‌نی بر صخره سرپل ذهاب

آگوم دوم فقط پادشاه بابل نبود و خویشتن را پادشاه پادان، المان، کوتیان می‌خواند. المان همان حلوان یا کوهپایه‌های زاگرس بر سر راه بخش علیای رود دیاله می‌باشد. اما پادان را محتملا همان کوه پادیر ذکرشده در کتیبهٔ ملکه آنوبانی‌نی که در قرن هفتم پ.م. در حدود کوهستان شمالی عیلام قرار داشته باید شناخت.

### سرزنش کوتیان
آگوم از جایگاه والای شکوه و بزرگی نویافته و برده پرورانهٔ خویش ایشان را مردم بیخرد می‌خواند باید گفت که آنان در فهرست القاب وی، نمایندگان سرزمین پهناوری بوده‌اند که بعدها شمال غربی کشور ماد را تشکیل داد و در آن عهد مسکن قبایلی بود که در عصر جماعات بَدَوی زندگی می‌کردند. بنابراین آگوم دوّم پادشاه کاسی مدعی حکومت یا لااقل سلطنت بر بخش مهمی از سرزمینهای ماد آینده بود.

## آثار کاسی
به احتمال قوی آنچه مفرغ‌های لرستان نامیده می‌شود مربوط به قبایل کوهستانی کاسی می‌باشد. اینها مقداری مصنوعات مفرغی هستند که بر اثر حفریات وحشیانهٔ سالهای پیرامون ۱۹۲۰ و ۱۹۳۰ در ناحیه لرستان و بخصوص در ناحیه هرسین - و دلفان بر جاده کرمانشاه خرم‌آباد - بدست آمده و به اروپا منقل شده‌است.

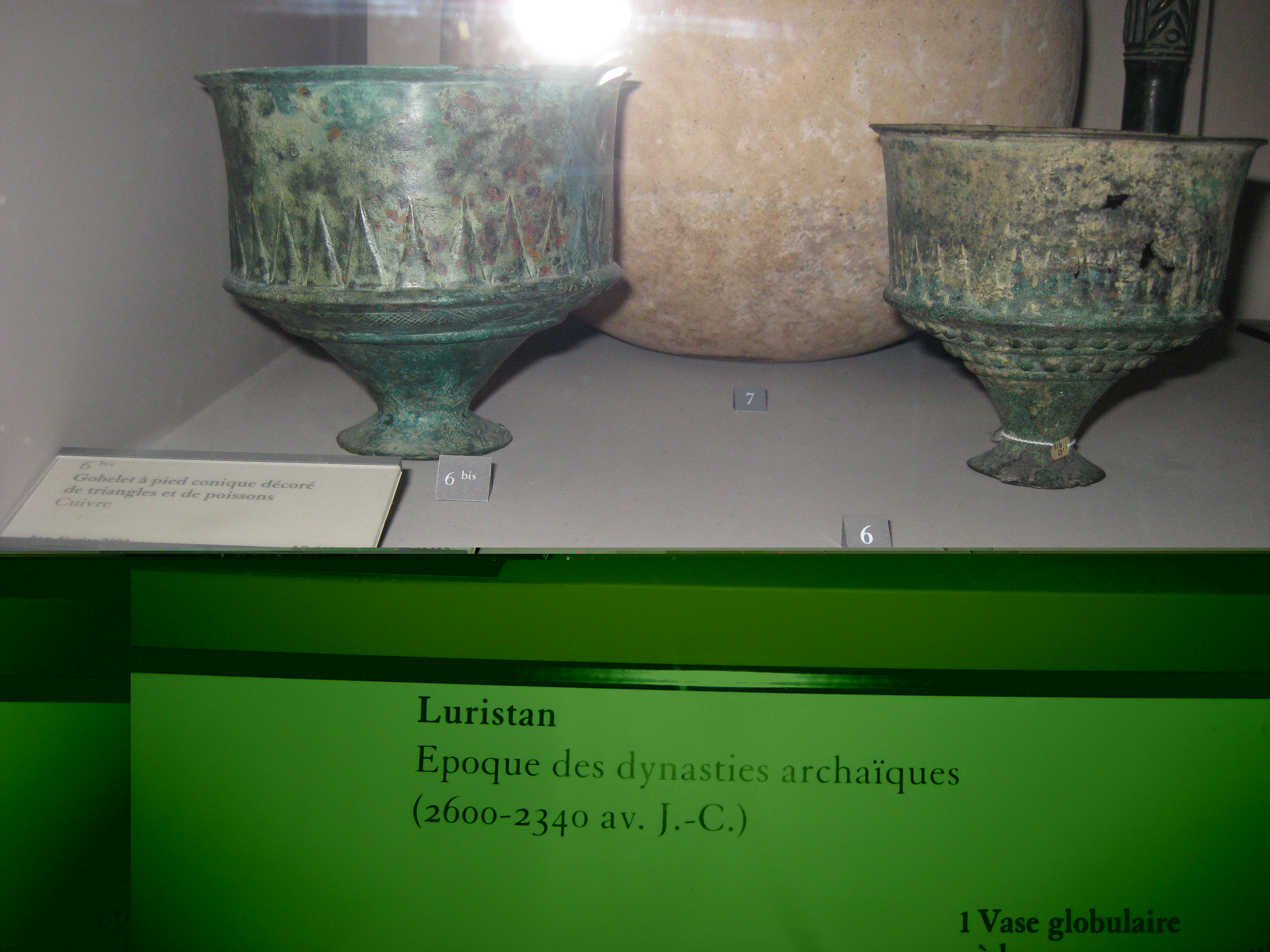
مفرغ‌های لرستان موزه لوور
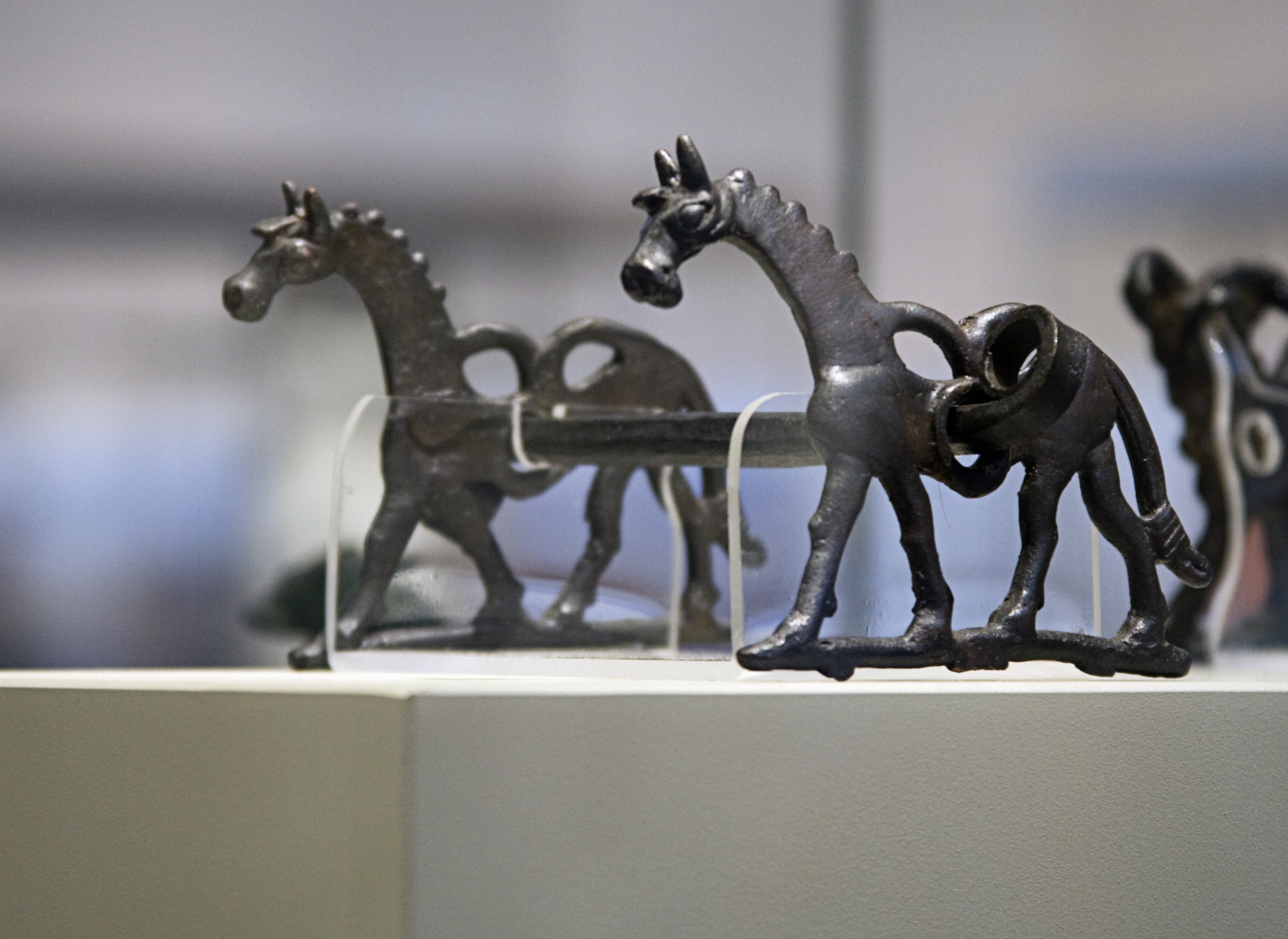
لگام مفرغی
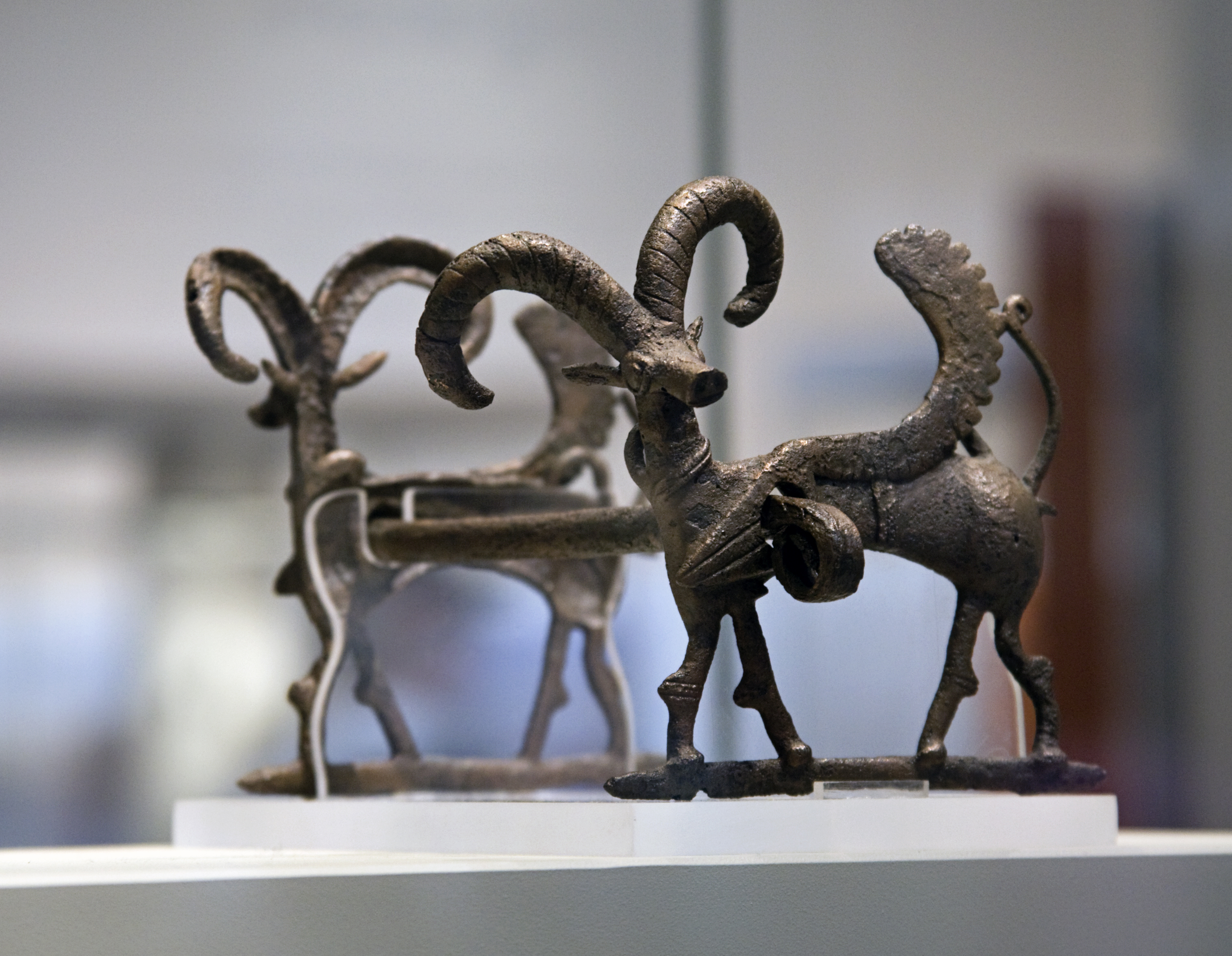
لگام با نقش بز بالدار
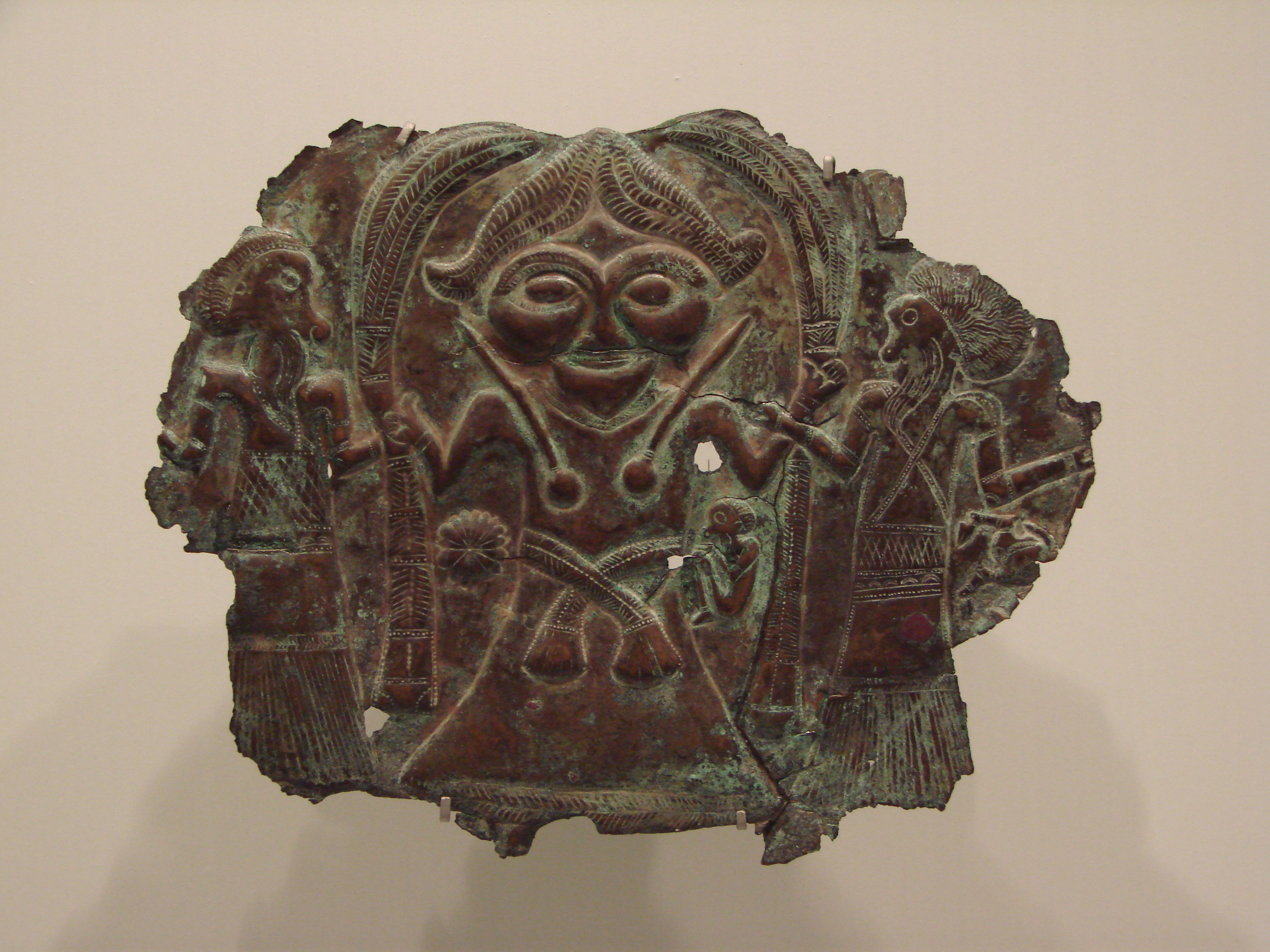
صورتک مفرغی هزار پ.م.
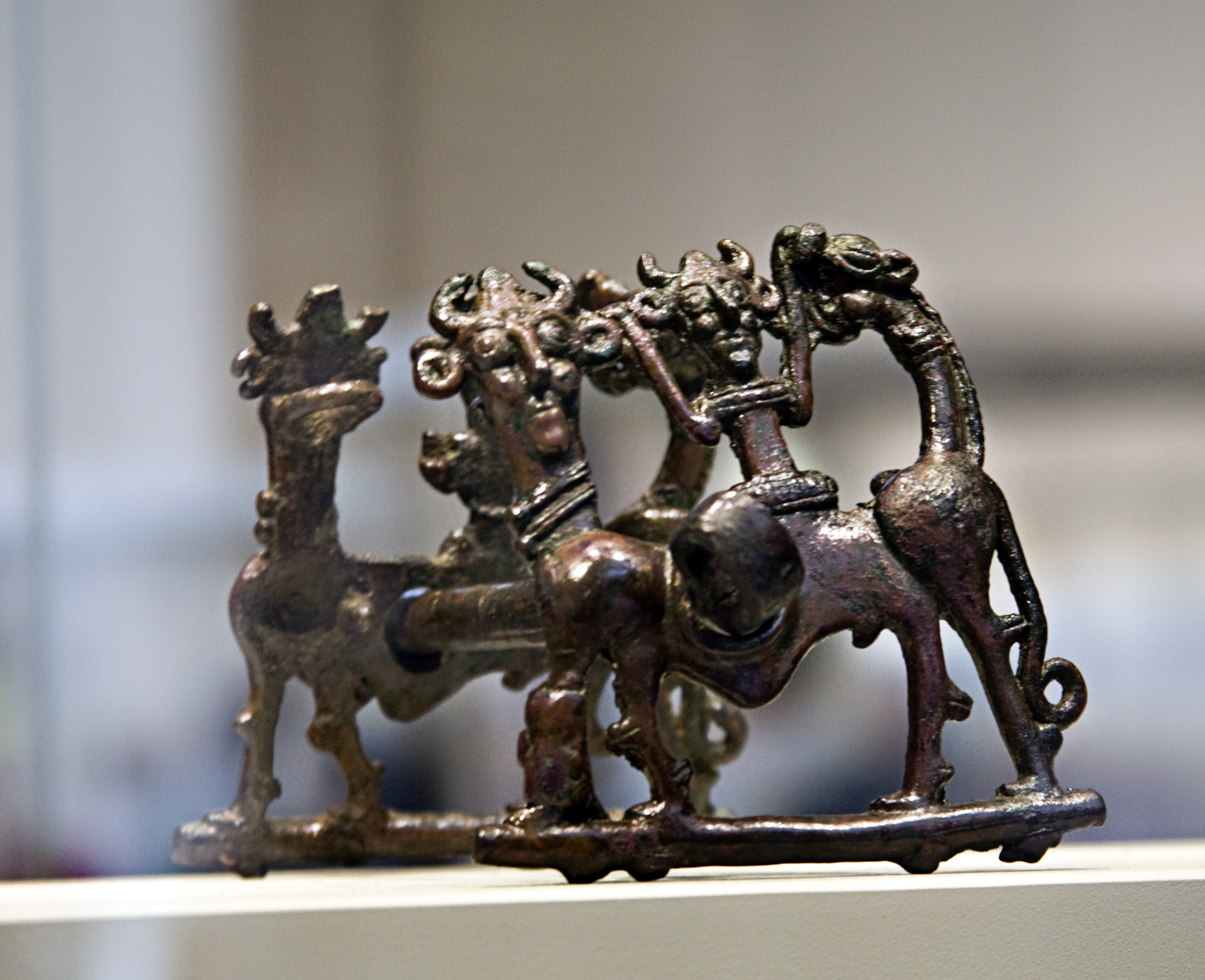
مفرغ لرستان موزه بریتانیا